# Kuntheria pedunculata
Kuntheria pedunculata ist die einzige Art der Pflanzengattung Kuntheria innerhalb der Familie der Zeitlosengewächse (Colchicaceae). Dieser Endemit kommt nur im nordöstlichen Queensland vor.

## Beschreibung

### Erscheinungsbild und Blatt
Als eine Besonderheit in der Familie der Colchicaceae ist Kuntheria pedunculata eine verholzende Pflanze, die man als Nanophanerophyt bezeichnen kann. Sie wächst mit mehreren kahlen, aufrechten Stämmen als Strauch und erreicht Wuchshöhen von 1 bis 2 Meter. Die Zweige wachsen zickzack-förmig. Es wird ein Rhizom mit Faserwurzeln gebildet.
Die wechselständig und mehr oder weniger zweizeilig an den Zweigen angeordneten Laubblätter sind in Blattstiel und Blattspreite gegliedert. Der 0,1 bis 0,5 cm lange Blattstiel ist oben gerillt. Die einfache Blattspreite ist bei einer Länge von 6 bis 18 cm und einer Breite von 2 bis 6 cm verkehrt-eiförmig bis elliptisch mit sich verjüngender Spreitenbasis und mehr oder weniger scharf zugespitztem oberen Ende. Die Blattspreiten besitzen fünf bis sieben parallele Hauptnerven; von den Seitennerven gehen die Netznerven mehr oder weniger im rechten Winkel wie Leitersprossen ab.
Die Sämlinge bilden unterirdisch zwei oder mehr Sprossachsen, die im Querschnitt schmale Kanten aufweisen. Die Sämlinge besitzen meist ein 4 bis 6 mm langes Niederblatt (Cataphyll). Die ersten zwei echten Laubblätter besitzen drei Hauptnerven; erst ab den zehnten Laubblatt sind fünf bis sieben Hauptnerven vorhanden.

### Blütenstand und Blüte
Die Blütezeit liegt in Queensland zwischen August und Oktober. Endständig oder seitenständig in den Achseln der obersten Blätter werden auf 2 bis 3,5 cm langen Blütenstandsschäften traubenförmige, doldige, vielblütige Blütenstände gebildet. Es sind keine Tragblätter vorhanden. Der Blütenstiel ist 1,5 bis 3 cm lang.
Die zwittrigen Blüten sind radiärsymmetrisch und dreizählig. Die sechs gleichgestaltigen, freien und rosafarbenen Blütenhüllblätter sind bei einer Länge von 6 bis 9 mm sowie einer Breite von 3 bis 4 mm verkehrt-lanzettlich mit einem kurz zugespitztem oberen Ende. An der Basis der Blütenhüllblätter sind Nektarien vorhanden. In der Blütenknospe sind die Blütenhüllblätter um jeweils ein Staubblatt gefaltet und geben dieses beim Aufblühen (Anthese) frei. Es sind zwei Kreise mit je drei Staubblättern vorhanden. Die freien, ausgebreiteten Staubfäden sind 3 bis 4 mm lang und an ihrer Basis verbreitert. Die basifixen Staubbeutel sind 3 bis 4 mm lang und öffnen sich mit Schlitzen. Die Pollenkörner sind gelb. Drei Fruchtblätter sind zu einem kahlen, oberständigen, dreikammerigen Fruchtknoten verwachsen, der bei einem Durchmesser von 3 bis 4 mm fast kugelig ist. Jede Fruchtknotenkammer enthält in zwei Reihen zahlreiche Samenanlagen. Der haltbare Griffel ist 1 bis 2 mm lang und endet in drei 2 bis 3 mm langen zurückgebogen Griffelästen mit Narbengewebe.

### Frucht und Samen
Die dreilappige, loculizidale, dreifächerige Kapselfrucht weist einen Durchmesser von 3 bis 4 mm auf und enthält viele Samen. Der Griffel ist am oberen Ende der Kapselfrucht noch vorhanden. Die im frischen Zustand weißen, später gelben bis braunen Samen sind besitzen bei einer Länge von 7 bis 9 mm und einem Durchmesser 4 bis 6 mm eine unregelmäßige, kugelige bis kantige Form. Die Samen enthalten ein hartes Endosperm und einen sehr kleinen bei einer Länge von etwa 0,5 mm zylindrischen Embryo. Die Früchte reifen in Queensland zwischen November und Dezember.

### Chromosomenzahl
Die Chromosomenzahl beträgt 2x = 14.

## Vorkommen
Dieser Endemit kommt nur im nordöstlichen Queensland vor. Kuntheria pedunculata wurde nur auf dem Black Mountain, Mount Spurgeon, Pinnacle Rock, Boonjee und den Vorbergen des Mount Bartle Frere gefunden. Sie gedeiht in Höhenlagen zwischen 40 und 1260 Meter. Als Unterholzpflanze wächst Kuntheria pedunculata in ungestörten und gestörten Hochland- und Bergregenwäldern. An manchen Standorten wächst sie in größerer Zahl (häufig).

## Systematik
Das Typusmaterial wurde 1891 von S. Johnson am Mount Bartle Frere im nördlichen Queensland gesammelt. Die Erstbeschreibung dieser Art erfolgte 1891 unter dem Namen (Basionym) Schelhammera pedunculata F.Muell. durch Ferdinand von Mueller in The Victorian Naturalist, Volume 7, S. 182. Der Gattungsname Schelhammera ehrt den deutschen Arzt und Botaniker Günther Christoph Schelhammer (1649 – 1716).
John Godfrey Conran und Harold Trevor Clifford stellten 1987 in Flora of Australia, Volume 45, S. 416 eine neue Gattung Kuntheria mit der Typusart Kuntheria pedunculata (F.Muell.) Conran & Clifford auf. Der Gattungsname Kuntheria ehrt den deutschen Botaniker Karl Sigismund Kunth (1788 – 1850). Das Artepitheton pedunculata bedeutet „mit Blütenstandsschaft“.
Kuntheria pedunculata ist die einzige Art der Gattung Kuntheria aus der Tribus Tripladenieae innerhalb der Familie Colchicaceae; sie wurde früher in die Familien Convallariaceae, Liliaceae oder Uvulariaceae eingeordnet.

## Nutzung
Kuntheria pedunculata kann als Zierpflanze an schattigen Standorten in Gärten und Räumen verwendet werden.